# Kamil Syprzak
Kamil Syprzak (ur. 23 lipca 1991 w Płocku) – polski piłkarz ręczny, grający na pozycji obrotowego (kołowego), reprezentant kraju, brązowy medalista mistrzostw świata 2015, uczestnik Letnich Igrzysk Olimpijskich 2016 (4. miejsce). W latach 2015–2019 zawodnik FC Barcelony, a od 2019 r. gracz Paris Saint-Germain Handball.

## Kariera

### Kluby
Piłkę ręczną zaczął trenować w MUKS 21 Płock. W 2008 r. został zawodnikiem drużyn młodzieżowych Orlenu Wisły Płock. W 2008 r. zanotował z nią swój pierwszy sukces w karierze, wywalczając Mistrzostwo Polski Juniorów Młodszych. Rok później zdobył Mistrzostwo Polski Juniorów Starszych, które powtórzył w 2010 r.. W międzyczasie, na początku 2009 r. został włączony do drużyny seniorskiej swojego klubu i jeszcze w sezonie 2008/09 zadebiutował w polskiej ekstraklasie. 25 lutego 2009 – mając 17 lat i 7 miesięcy – zagrał po raz pierwszy w najwyższej klasie rozgrywkowej, w wygranym 28:20 (12:10) meczu 19. kolejki przeciwko Azotom-Puławy, w którym zdobył 1 gola. Na koniec sezonu 2008/09 wywalczył srebro seniorskich mistrzostw Polski po przegranym 2:3 finale z Vive Targi Kielce (zagrał w dwóch pierwszych spotkaniach finałowych). Rok później zdobył kolejny medal – tym razem brązowy – po niespodziewanej porażce 2:3 w półfinale przeciwko MMTS Kwidzyn. Kolejny medal – tym razem złoty – wywalczył w sezonie 2010/11.

### Reprezentacja
Grę w biało-czerwonych barwach zaczynał od reprezentacji młodzieżowych i juniorskich. Na przełomie czerwca i lipca 2009 r. z kadrą juniorską, prowadzoną przez Wojciecha Nowińskiego wystąpił w 5. Otwartych Mistrzostwach Europy w Göteborgu, po zakończeniu których został wybrany do Drużyny Gwiazd turnieju.
Po raz pierwszy do seniorskiej kadry narodowej został powołany przez selekcjonera Bogdana Wentę w październiku 2010 na zgrupowanie przed dwoma pojedynkami kwalifikacyjnymi do Mistrzostw Europy 2012 z Ukrainą i Portugalią, jednak ostatecznie na znalazł się kadrach meczowych na żadne z tych spotkań. W grudniu 2010 otrzymał nominację do szerokiej kadry (lista 34 graczy zgłoszonych do IHF) na Mistrzostwa Świata 2011, ale i tym razem nie dane było mu zaliczyć debiutu w oficjalnym meczu (na finały MŚ był na liście rezerwowej). Kolejne powołania otrzymywał na zgrupowania przed meczami eliminacyjnymi do ME 2012, bez gier w spotkaniach międzypaństwowych. Wszystko zmieniło się w październiku 2011 r., gdy dostał nominację do kadry na listopadowy, towarzyski turniej międzynarodowy o Puchar Gdyni – jednak w pierwszym meczu tej imprezy (4 listopada 2011 z Austrią) nie pojawił się na boisku. Formalnie zadebiutował, więc dzień później, 5 listopada 2011 – mając 20 lat – w wygranym 28:22 (13:11) spotkaniu z Białorusią, w którym zdobył 1 bramkę. W grudniu 2011 r. został powołany do kadry na – rozgrywane w Serbii – mistrzostwa Europy 2012. Zadebiutował w nich 15 stycznia 2012 w Belgradzie – w przegranym 18:22 (7:11) – inauguracyjnym pojedynku z Serbią. Ostatecznie „biało-czerwoni” zajęli na tym turnieju 9. miejsce, uzyskując prawo gry w turnieju kwalifikacyjnym do Igrzysk Olimpijskich. Zawody w Alicante Polacy – z Syprzakiem w składzie – zakończyli jednak dopiero na 3. miejscu i nie uzyskali awansu do turnieju olimpijskiego w Londynie. W grudniu 2012 r. został – przez nowego selekcjonera Michaela Bieglera – powołany do kadry na Mistrzostwa Świata 2013. Polacy wyszli z grupy (2. miejsce), lecz odpadli w 1/8 finału, po porażce 27:19 z Węgrami. W międzyczasie, od października 2012 do czerwca 2013, Syprzak przyczynił się do wywalczenia awansu do Mistrzostw Europy 2014. W 2015 r. wraz z reprezentacją zdobył brązowy medal na Mistrzostwach Świata w Katarze pokonując w meczu o 3. miejsce po dogrywce Hiszpanię – 29:28. Po nich został odznaczony przez prezydenta Bronisława Komorowskiego Srebrnym Krzyżem Zasługi.

## Sukcesy
Mistrzostwa Świata
- Mistrzostwach Świata w Piłce Ręcznej 2015

Mistrzostwa Polski
- (2013)
- (2012)
- (2011)
- (2010)
- (2009)

Liga Mistrzów
- 1/16 EHF Champions League (2012)